# William R. Sapp
William Robinson Sapp (* 4. März 1804 in Cadiz, Harrison County, Ohio; † 3. Januar 1875 in Mount Vernon, Ohio) war ein US-amerikanischer Politiker. Zwischen 1853 und 1857 vertrat er den Bundesstaat Ohio im US-Repräsentantenhaus.

## Werdegang
Noch in seiner Jugend kam William Sapp in das Knox County in Ohio, wo er die öffentlichen Schulen besuchte. Danach war er in Danville im Handel tätig. Nach einem anschließenden Jurastudium und seiner 1833 erfolgten Zulassung als Rechtsanwalt begann er in Millersburg in diesem Beruf zu arbeiten. Bis 1846 war er auch Staatsanwalt im dortigen Holmes County. In diesem Jahr zog er nach Mount Vernon, wo er als Anwalt praktizierte. Politisch war er Mitglied der Whig Party.
Bei den Kongresswahlen des Jahres 1852 wurde Sapp im 15. Wahlbezirk von Ohio in das US-Repräsentantenhaus in Washington, D.C. gewählt, wo er am 4. März 1853 die Nachfolge von William F. Hunter antrat. Nach einer Wiederwahl als Kandidat der Opposition Party konnte er bis zum 3. März 1857 zwei Legislaturperioden im Kongress absolvieren. Diese waren von den Ereignissen im Vorfeld des Bürgerkrieges geprägt. Im Jahr 1856 wurde er nicht wiedergewählt.
Während des Bürgerkrieges war William Sapp ein treuer Anhänger der Union. Politisch wurde er ein Unterstützer der Republikanischen Partei. Von 1869 bis 1872 arbeitete er für die Finanzbehörde im 13. Fiskalbezirk seines Staates. Von 1872 bis zu seinem Tod leitete er die Steuerbehörde in Mount Vernon. In dieser Stadt ist er am 3. Januar 1875 auch verstorben. Sein Neffe William Fletcher Sapp (1824–1890) wurde Kongressabgeordneter für den Staat Iowa.